# Arthur Plantagenet, 1:e viscount av Lisle
Arthur Plantagenet, 1:e viscount av Lisle, död 1542, var en engelsk adelsman. Han var illegitim son till Edvard IV av England och halvmorbror till Henrik VIII, och Englands guvernör i Calais 1533–1540. 